# Condado de Greensville
El condado de Greensville (en inglés: Greensville County), fundado en 1780, es uno de 95 condados del estado estadounidense de Virginia. En el año 2000, el condado tenía una población de 11,560 habitantes y una densidad poblacional de 15 personas por km². La sede del condado es Emporia.

## Geografía
Según la Oficina del Censo, el condado tiene un área total de 769 km² (296,9 mi²), de la cual 764 km² (295 mi²) es tierra y 3 km² (1,2 mi²) (0.46%) es agua.

### Condados adyacentes
- Condado de Brunswick (oeste)
- Condado de Dinwiddie (norte)
- Condado de Sussex (noreste)
- Condado de Southampton (este)
- Condado de Northampton (Carolina del Norte) (sur)
- Emporia (centro, enclave)

## Demografía
Según la Oficina del Censo en 2000, los ingresos medios por hogar en el condado eran de $32,002, y los ingresos medios por familia eran $38,810. Los hombres tenían unos ingresos medios de $24,919 frente a los $19,849 para las mujeres. La renta per cápita para el condado era de $14,632. Alrededor del 12.40% de la población estaban por debajo del umbral de pobreza.

## Localidades
- Jarratt
- Skippers
- Emporia, aunque Emporia es sede del condado, no forma parte de él, ya que es una ciudad independiente.